# Fuck Everyone and Run (F E A R)
F E A R (Fuck Everyone And Run) är den brittiska rockgruppen Marillions artonde studioalbum utgivet i september 2016. 
Albumet tog nästan tre år att spela in och producerades av Michael Hunter, och var delvis inspelad i Peter Gabriels Real World Studios.
Det var det femte albumet som ingick i en kampanj, en s.k. Gräsrotsfinansiering, där skivan förbetalades av fansen, innan den var inspelad, denna gång med hjälp av Pledge Music. Alla namn på dem som förbeställde fick vara med i innerkonvolutet.
Skivan nådde en 4:e plats på UK Albums Chart, den högsta placeringen sedan  "Clutching at Straws" 1987.
I sångaren Steve Hogarths texter på albumet tog han upp ämnen som finansiella och humintära förändringar, som Flyktingkrisen 2015, och kapitalism. Textraden "Fuck Everyone and Run" kom från låten "The New Kings", som sjöngs med sorg, inte ilska, enligt Hogarth 2016.
En världsturné följde, som även nådde spelningar i USA, Sydamerika och Japan, men inget besök i Skandinavien. 13 oktober 2017 spelade Marillion för första gången på anrika Royal Albert Hall, och en livevideo samt livealbum, All One Tonight, spelades in från konserten.

## Låtlista[5][6]
All sångtext är skriven av Steve Hogarth, alla låtar är komponerade av Steve Hogarth, Mark Kelly, Ian Mosley, Steve Rothery och Pete Trewavas.
| Nr | Titel | Längd |
| -- | --- | ----- |
| 1. | El Dorado - I. Long-Shadowed Sun - II. The Gold - III. Demolished Lives - IV. F E A R - V. The Grandchildren of Apes                                                 | 16:43 |
| 2. | Living in F E A R | 6:25  |
| 3. | The Leavers - I. Wake Up in Music - II. The Remainers - III. Vapour Trails in the Sky - IV. The Jumble of Days - V. One Tonight                                      | 19:06 |
| 4. | White Paper | 7:18  |
| 5. | The New Kings - I. Fuck Everyone and Run - The New Kings: II. Russia's Locked Doors - The New Kings: III. A Scary Sky - The New Kings: IV. Why Is Nothing Ever True? | 16:43 |
| 6. | Tomorrow's New Country | 1:47  |